# Fleurus
Fleurus (in vallone Fleuru) è un comune belga di 22 272 abitanti, situato nella provincia vallona dell'Hainaut.